# 彩蓮·岡沙里斯
彩蓮·岡沙里斯（英語：Jaslene Gonzalez，1986年5月29日—），美國模特兒，是《全美超級模特兒新秀大賽》第八季冠軍，她是首位純正的拉丁人冠軍。在擊敗娜塔莎·加爾金娜後，她得到了CoverGirl化妝品的十萬元合約、Elite的模特兒合約和《17》的雜誌封面及內頁。

## 比賽之前
出生於波多黎各，成長於芝加哥。彩蓮在參加第八季的《全美超級模特兒新秀大賽》前，曾經嘗試過報名第七季的比賽，但沒有入選到十三強。

## 全美超模大賽
經過第七季被拒的經歷後，彩蓮再一次參加《全美超級模特兒新秀大賽》第八季。這次她成功入圍十三強，多位評判例如泰雅·賓絲讚賞她十分上鏡。
在第二集和第三集，彩蓮出色的照片表現令她連續第二次第一名入圍下一輪的比賽。
在第四集，崔姬在評審時暗示自己回家時忘記了彩蓮，並對她說自己沒有看到她的個性。在第十一集，彩蓮率先勝出了見客戶（Go-See）的小比賽，在同一集拍攝的過程中，彩蓮的表現令到泰雅留下深印象，這次她再一次得到了首名入圍。
在CoverGirl照率先出線，但在時裝展中比娜塔莎遜色，但在照片抗衡中明顯地有優勢，最後她終於擊敗了娜塔莎，成了超模比賽冠軍。
彩蓮四次被當選為本週封面女郎。

## 附錄
- 彩蓮是第一個沒進過包尾二人的冠軍。